# Fin Smith
Finlay Smith (Warwick, 11 maggio 2002) è un rugbista internazionale per l'Inghilterra, mediano d'apertura del Northampton.

## Biografia
Cresciuto in una famiglia di rugbisti - suo nonno paterno Tom Elliot fu 14 volte internazionale per la Scozia e nel 1955 fu in tour con i British and Irish Lions - si formò sportivamente a Shipston-on-Stour per poi passare nelle giovanili del Worcester.
Debuttò da professionista con Worcester in Premiership 2020-21 a 18 anni e 292 giorni, secondo più giovane esordiente del club in prima divisione dopo Graham Kitchener nel 2008.
Fu brevemente in prestito nel 2021 ad Ampthill in Championship, ma dopo poche settimane rientrò a Worcester con cui conquistò a fine stagione la Premiership Cup.
A seguito del fallimento degli Warriors poche settimane dopo l'inizio della stagione 2022-23, i giocatori sotto contratto furono liberati da obblighi verso il club e Smith trovò ingaggio presso Northampton.
Alla seconda stagione nei Saints contribuì con 132 punti (secondo miglior marcatore del campionato) alla vittoria del titolo di campione d'Inghilterra e, a livello personale si aggiudicò il premio di miglior mediano d'apertura della stagione.
Idoneo a rappresentare sia la Scozia - per via delle summenzionate ascendenza - che l'Inghilterra, scelse quest'ultima che rappresentò già a livello under-20 nel Sei Nazioni 2021 di categoria vinto con il Grande Slam.
Dopo la Coppa del Mondo 2023 entrò nell'orbita della nazionale maggiore con la quale debuttò a Roma contro l'Italia nel Sei Nazioni 2024.
Da dopo il debutto ha consolidato la sua posizione in squadra, con la presenza in tutte le gare del tour estivo e in quella contro il Giappone nei test autunnali.
I suoi primi punti internazionali sono del Sei Nazioni 2025 contro la Francia, ottenuti tramite due calci di trasformazione.

## Palmarès
- Premiership: 1
Northampton : 2023-24